# Shkodrai-tó
A Shkodrai-tó (szerbül: Скадарско језеро / Skadarsko jezero, albánul: Liqeni i Shkodrës, régi magyar neve Szkutari-tó az olasz Lago di Scutari nyomán) a Balkán-félsziget legnagyobb tava Albánia és Montenegró határvidékén.

## Fekvése
A Shkodrai-tavat Montenegró felől a Dinári-hegység karsztvidéke, a Lovćen, a Sutorman és a Rumija hegységek, Albánia felől, keletről az Albán Alpok, a Tarabosh-hegy, illetve délről a Shkodrai-síkság fogja közre. Jelentősebb, a partvidéken fekvő települések: Montenegróban Virpazar, Seoca, Murići, Albániában a tó névadó települése, Shkodra.

## Földrajza
Az átlagosan 7 méteres tengerszint feletti magasságban fekvő tó geológiai értelemben fiatal, mintegy 18 ezer évvel ezelőtt kialakult, tektonikus eredetű kriptodepresszió. Területe időszakosan változó, a mediterrán éghajlatot jellemző száraz nyarakon 368 km², a csapadékos teleken 540 km². A legalacsonyabb vízszint esetén területének mintegy 60%-a Montenegróhoz (220 km²), 40%-a Albániához (148 km²) tartozik. Partvonalának teljes hossza 168 kilométer (ebből Montenegróra 110, Albániára 58 kilométer esik). Buja növényzetű északi partvonala tagolatlan, a meder fokozatosan mélyülő, míg délen meredélyek szegélyezik.
A tó átlagos mélysége 5–9 méter, de egyes vízszint alatti forrásoknál, ún. szemeknél eléri a 40 méteres mélységet is, legmélyebb pontja a Raduš-szem 60 méterrel. A víz felszín közeli hőmérséklete télen átlagosan 7 °C, nyáron 27 °C. Vízgyűjtő területe 5490 km². Vizének 60%-át a 113 kilométer hosszú Morača folyó szolgáltatja, emellett a Dinári-hegységből érkező felszín alatti karsztforrások szintén a Shkodrai-tavat táplálják. Vizét a 41 kilométeres Bunë/Bojana vezeti el az Adriai-tengerbe. A bővizű Bojana/Bunë jóvoltából a tó vize két-két és fél évente kicserélődik.

## Állatvilága
A tó faunája rendkívül gazdag, Európa egyik leggazdagabb vízimadár-rezervátuma. Mintegy kétszázhetven madárfaj él itt, köztük sirályok (Laridae), gémek (Ardeidae), valamint a kontinens egyik utolsó pelikánközössége (Pelecanidae). Hasonlóan gazdag a tó halfaunája, különösen ponty-, küsz- és angolnaállománya. Régről ismert, de csak 1987-ben leírt endemikus békafaj a 7-8 centiméteres Rana shqiperica (tkp. ’albán béka’).
A tó montenegrói részén, mintegy 40 ezer hektáron 1983-ban nemzeti parkot alakítottak ki (Nacionalni Park Skadarsko Jezero). Az albán oldalon egy 23 ezer hektáros területet 2005 novemberében nyilvánítottak természetvédelmi területté. A Shkodrai-tavat a Rámszari egyezmény keretén belül 1995 decemberében vették fel a nemzetközi vadvízi élőhelyek listájára.

## Galéria

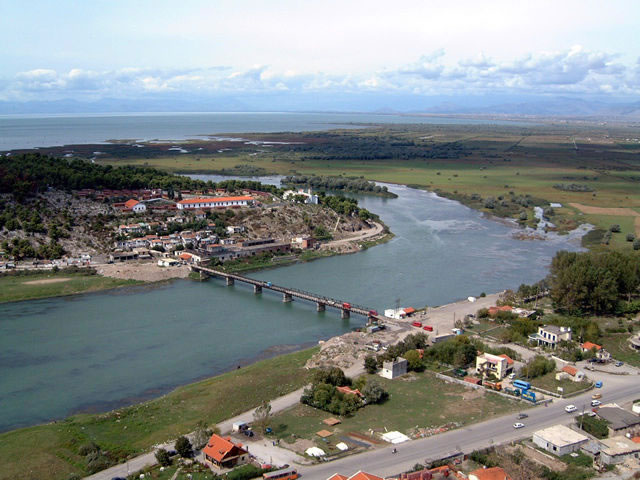
A Bunë folyó, háttérben a Shkodrai-tóval